# أنيسة فيليبس
أنيسة فيليبس هي متسابقة ملكة الجمال ماليزية، ولدت في 1987.